# Bourletiella millsi
Bourletiella millsi är en urinsektsart som beskrevs av Pedigo 1968. Bourletiella millsi ingår i släktet Bourletiella och familjen Bourletiellidae. Inga underarter finns listade.